# Higher Art of Rebellion
Higher Art of Rebellion è il secondo album in studio del gruppo symphonic black metal tedesco Agathodaimon, pubblicato nel 1999.
Nel disco sono presenti brani in inglese, romeno, latino e francese.

## Tracce
1. Ne cheamă pămîntul – 5:36
2. Tongue of Thorns – 4:36
3. Glasul artei viitoare – 8:38
4. When She Is Mute – 4:04
5. A Death in Its Plenitude – 4:59
6. Body of Clay – 5:03
7. Novus Ordo Seclorum – 6:05
8. Back into the Shadows – 6:39
9. Les posédes – 4:45
10. Neovampirism – 6:12
11. Heavens's Coffin – 5:09